# 可能性ガール
「可能性ガール」（かのうせいガール）は、栗山千明の楽曲で、2枚目のシングル。2010年11月17日にDefSTAR RECORDSから発売。

## 解説
前作から9ヶ月ぶりのシングル。初回限定盤・通常盤・期間限定盤の3種類があり、通常盤と初回生産限定盤にはトレーディングカード「可能性ガール」3種より1枚ランダム封入されておりさらに初回生産限定盤にはDVDが付属している。期間生産限定盤には、タイアップ先のアニメ『銀魂』筆文字ワイドキャップステッカーと描きおろしスーパークリア・アナザージャケットが付属している。
栗山千明「可能性ガール」発売記念フリーライブ&ハイタッチイベント『可能性ガールナイト』が、2010年11月26日に東京ドームシティ ラクーアガーデンステージで行われた。
2010年11月21日にスペイン坂スタジオで行われた「au ONAIR MUSIC CHART」の公開生収録では今作のジャケット衣装で出演した。
SCHOOL OF LOCK!サイトで、「SOL特製待ち受け」が配信された。
- 「可能性ガール」は、布袋寅泰が作曲・編曲・プロデュースを担当し、ビデオクリップにも登場。2010年10月1日にSCHOOL OF LOCK!でオンエアされ解禁された。

## 収録内容

### CD
初回限定盤・通常盤
1. 可能性ガール [4:42] 
作詞:いしわたり淳治　作曲・編曲:布袋寅泰
  - テレビ東京系アニメ『よりぬき銀魂さん』第3期オープニングテーマ
2. 愛に形がないのならどうして壊れたりするの [4:15]
作詞:いしわたり淳治　作曲:秋山光良　編曲:古川貴浩

期間生産限定盤
1. 可能性ガール
2. 愛に形がないのならどうして壊れたりするの
3. 可能性ガール（Instrumental）
4. 可能性ガール（銀魂オープニング ver.）[1:30]

### DVD（初回盤のみ）
1. 可能性ガール Music Video
2. 可能性ガール Music Video メイキング映像

## カバー
可能性ガール
- 双海真美（下田麻美） - 2012年発売のアルバム『THE IDOLM@STER ANIM@TION MASTER 生っすかSPECIAL 04』に収録。